# Les sucettes (альбом)
| Оценки критиков   | Оценки критиков |
| Источник          | Оценка          |
| ----------------- | --------------- |
| AllMusic          | [ 1 ]           |
| Forces Parallèles | [ 2 ]           |

FG (больше известен как Les Sucettes) — шестой студийный альбом французской певицы Франс Галль, где ей аккомпанирует Ален Горагер и его оркестр. Выпущен в ноябре 1966 года.

## Список композиций
| №  | Название                   | Текст песни               | Музыка                   | Длительность |
| -- | -------------------------- | ------------------------- | ------------------------ | ------------ |
| 1. | «Tu n'as pas le droit»     | Жан-Макс Ривьер           | Жерар Буржуа             | 2:04         |
| 2. | «Il neige»                 | Жан-Макс Ривьер           | Жерар Буржуа             | 2:22         |
| 3. | «Oh ! Quelle famille»      | Роберт Галль              | Жорж Лиферман            | 2:00         |
| 4. | «Les leçons particulières» | Морис Видалин             | Жак Датен и Ален Горагер | 2:35         |
| 5. | «J'ai retrouvé mon chien»  | Пьер Деланоэ и Морис Тезе | Ален Горагер             | 2:40         |
| 6. | «Bonsoir John-John»        | Жиль Тибо                 | Клод-Анри Вик            | 2:15         |

| №  | Название                 | Текст песни                 | Музыка                        | Длительность |
| -- | ------------------------ | --------------------------- | ----------------------------- | ------------ |
| 1. | «Celui que j'aime»       | Роберт Галль                | Патрис Галль                  | 2:33         |
| 2. | «L'écho»                 | Роберт Галль                | Ален Горагер                  | 2:15         |
| 3. | «La rose des vents»      | Морис Видалин               | Жак Датен                     | 2:25         |
| 4. | «La guerre des chansons» | Роберт Галль                | Патрис Галль                  | 2:33         |
| 5. | «Les sucettes»           | Серж Генсбур                | Серж Генсбур                  | 2:38         |
| 6. | «Quand on est ensemble»  | Роберт Галль и Ролан Бертье | Франк Пурсель и Раймон Лефевр | 2:14         |